# Paul Konitzer (Politiker)
Paul Konitzer (* 11. Juni 1918 in Konitz; † 24. August 1982 in Halle (Saale)) war ein deutscher Politiker der Blockpartei CDU der DDR. Er war Abgeordneter des Landtags von Sachsen-Anhalt und Vorsitzender des CDU-Bezirksvorstandes Halle in der DDR.

## Leben
Der Sohn einer katholischen Familie besuchte die Volksschule und schloss 1939 eine kaufmännische Lehre ab und arbeitete anschließend im Beruf. Konitzer wurde zum Kriegsdienst in die Wehrmacht eingezogen und wurde 1943 Leutnant in einem Grenadier-Regiment.
Nach dem Krieg wurde er 1945 Mitglied der CDU in der SBZ. Er wurde am 28. Dezember 1946 Vorsitzender des CDU-Kreisverbandes Köthen und später Mitglied des CDU-Landesvorstandes Sachsen-Anhalt. Außerdem war er Mitglied der Revisionskommission bei der Parteileitung in Berlin. Von 1946 bis 1950 arbeitete er als Referent und von 1950 bis 1952 als Stadtrat in Köthen. Von März bis Oktober 1950 war er kurzzeitig als Nachrücker für Dorothea Lyding Abgeordneter des Landtags von Sachsen-Anhalt und dort Mitglied des Ausschusses für Haushalt und Finanzen. Bis 1972 war er Vorsitzender des CDU-Kreisvorstandes Köthen und gleichzeitig Mitglied des Kreistages und des CDU-Bezirksvorstandes Halle. Von 1972 bis 1974 fungierte er als Vorsitzender des Stadtkreisverbandes Halle. Vom 14. März 1974 bis 30. März 1981 war Konitzer Vorsitzender des CDU-Bezirksvorstandes Halle und von Oktober 1977 bis zu seinem Tod 1982 Mitglied des Hauptvorstandes der CDU. Konitzer war er von Oktober 1976 bis zu seinem Tod Abgeordneter des Bezirkstages Halle.

## Schriften (Auswahl)
- Den Geist des 9. Februar 1961 mit Leben erfüllt. In: Gerhard Fischer (Hrsg.): 15 Jahre DDR. 15 Jahre Mitarbeit der Christlich-Demokratischen Union. Berlin 1964, S. 141.

## Auszeichnungen in der DDR
- Verdienstmedaille der DDR
- Ehrenzeichen der Gesellschaft für Deutsch-Sowjetische Freundschaft in Silber
- Silberne Friedensplakette
- Ernst-Moritz-Arndt-Medaille (1963)
- Ehrenmedaille der Nationalen Front (1975)
- Otto-Nuschke-Ehrenzeichen in Silber und in Gold (1976)
- Vaterländischer Verdienstorden in Silber (1978)